# Hinojosa de Duero
Hinojosa de Duero – gmina w Hiszpanii, w prowincji Salamanka, w Kastylii i León, o powierzchni 92,98 km². W 2011 roku gmina liczyła 720 mieszkańców.